# Czuwanie nad różdżkami
Czuwanie nad różdżkami – fresk autorstwa Giotto di Bondone namalowany ok. 1305 roku dla kaplicy Scrovegnich w Padwie.
Jeden z 40 fresków namalowanych przez Giotta w kaplicy Scrovegnich należący do cyklu scen przedstawiających życie Joachima i Anny, rodziców Marii oraz Chrystusa. Historia rodziców Marii i jej samej pochodziła głównie z trzynastowiecznej Złotej legendy autorstwa Jakuba de Voragine'a oraz z Protoewangelii Jakuba z II wieku.

Opisany epizod dotyczy chwili, gdy po rozdaniu różdżek wdowcom a w tym i Józefowi, kapłan począł modlić się do Boga o znak: 

 A kapłan wziąwszy od nich różdżki wszedł do świątyni i modlił się. Skończywszy zaś modlitwę wziął różdżki i wyszedł, i podał im, ale nie było na nich żadnego znaku. Ostatnią różdżkę wziął Józef. I oto gołąbka wyleciała z różdżki i usiadła na głowie Józefa. I rzekł kapłan: "Józefie, Józefie, na ciebie wypadło, byś wziął dziewicę Pańską, by jej strzec dla Niego". (ProtEwJk 4 103-105)

 Fresk jest kontynuacją poprzedniego fresku pt. Konkurenci przynoszą swe różdżki do świątyni oraz nawiązuje do kolejnego Zaślubiny Maryi. Wydarzenia rozgrywają się w tym samym pomieszczeniu świątynnym co w pozostałych freskach. Wszystkie trzy malowidła zostały umieszczone w jednej nawie, na przednim kasetonie ołtarza. Mimo iż tłem każdego fresku jest błękitne niebo, to zgodnie ze średniowieczną konwencją takie przedstawienie sceny odnosi się do wnętrza budynku, w tym przypadku świątyni.
Przed ołtarzem na którym złożono różdżki, klęczy kapłan wraz z kandydatami. Wśród nich, w ostatniej linii klęczy Józef, jedyny z aureolą.